# Імре Хера
Імре Хера-молодший (угор. Héra Imre; нар. 3 вересня 1986, Будапешт) – угорський шахіст, гросмейстер від 2007 року.

## Шахова кар'єра
В шахи почав грати в шість років. Перших успіхів досягнув 1994 року: в Пакші поділив 1-4-те місце на чемпіонаті Угорщини серед юніорів до 10 років, тоді як у Сегеді поділив 6-те місце на чемпіонаті світу серед юніорів у цій же віковій категорії. У 1996 році знову поділив 1-ше місце на чемпіонаті країни, а на чемпіонаті світу на острові Менорка посів 5-те місце (обидва турніри у групі до 10 років). У 1998 році виграв золоту медаль чемпіонату Угорщини зі швидких шахів серед юніорів, цей успіх повторивши на чемпіонаті світу (також зі швидких шахів), який відбувся у Парижі (обидві медалі в категорії до 12 років). Переміг також на міжнародному турнірі First Saturday (FS04 ЇМ) у Будапешті. 2000 року знову виграв чемпіонат Угорщини серед юніорів зі швидких шахів. Протягом наступних чотирьох років навчання значно обмежив виступ у шахових турнірах. У 2005 році поділив 2-ге місце в черговому турнірі First Saturday (FS10 GM) і поділив 4-те місце на турнірі за швейцарською системою в Харкані, виконавши першу гросмейстерську норму. 2006 року поділив 2-ге місце в Оберварті. Ще один успішний виступ записав на свій рахунок у 2007 році, здобувши на чемпіонаті Європи, який відбувся в Дрезден 7½ очок в 11 партіях (отримав рейтинг Ело - 2702), завдяки чому того ж року отримав звання гросмейстера. Завоював також путівку на Кубок Світу 2007, де в 1-му раунді програв Сергієві Рублевському. Того ж року переміг на турнірі в Оберварті. В 2008 році поділив 1-ше місце в Цюриху (разом з Фалько Біндріхом, Аттілою Цебе, Владіміром Георгієвим, Янніком Пеллетьє і Петером Прохаскою), повторив цей успіх у 2009 році – в Оберварті (разом з Давітом Шенгелією, Ніколаусом Штанецом і Младеном Палацом), Трізені (разом з Себастьяном Богнером) і в Бухені (разом з Йожефом Пінтером). 2010 року переміг на меморіалі Івана Цвітановиця в Спліті. У 2011 році завоював срібну медаль чемпіонату Угорщини.
Виступає в клубних шахових лігах у Польщі (у команді "Rotmistrz MAT Premium" Грудзьондз), в Угорщині та Словаччині, де двічі завоював золоті медалі у клубних чемпіонатах країни.
Найвищий рейтинг Ело в кар'єрі мав станом на 1 березня 2013 року, досягнувши 2587 очок займав тоді 10-те місце серед угорських шахістів.

## Публікації
- A Cutting-Edge Gambit against the Queen’s Indian, New in Chess, 2014, ISBN 978-90-5691-497-4[7]

## Зміни рейтингу
| На цьому місці має відображатися графік чи діаграма, однак з технічних причин його відображення наразі вимкнено. Будь ласка, не видаляйте код, який викликає це повідомлення. Розробники вже працюють для того, щоби відновити штатне функціонування цього графіка або діаграми. | |
| | На цьому місці має відображатися графік чи діаграма, однак з технічних причин його відображення наразі вимкнено. Будь ласка, не видаляйте код, який викликає це повідомлення. Розробники вже працюють для того, щоби відновити штатне функціонування цього графіка або діаграми. |